# Црид, Аннерёсли
Аннерёсли Црид (нем. Annerösli Zryd; род. 3 мая 1949, Адельбоден) — швейцарская горнолыжница, выступавшая в слаломе, гигантском слаломе и скоростном спуске. Представляла сборную Швейцарии по горнолыжному спорту в 1967—1970 годах, чемпионка мира, победительница швейцарского национального первенства, участница зимних Олимпийских игр в Гренобле.

## Биография
Аннерёсли Црид родилась 3 мая 1949 года в коммуне Адельбоден кантона Берн, Швейцария.
В 1967 году вошла в основной состав швейцарской национальной сборной и приняла участие в розыгрыше самого первого Кубка мира по горнолыжному спорту. Попасть в число призёров ей не удалось, однако на этапах в итальянском Сестриере и американской Франконии она заняла в скоростном спуске четвёртые места, а в общем зачёте по итогам всех женских дисциплин расположилась на пятнадцатой строке.
На чемпионате Швейцарии 1968 года Црид одержала победу в программе скоростного спуска. Благодаря череде удачных выступлений удостоилась права защищать честь страны на зимних Олимпийских играх в Гренобле — показала здесь одиннадцатый результат в слаломе и скоростном спуске, тогда как в гигантском слаломе стала тринадцатой.
После гренобльской Олимпиады Аннерёсли Црид ещё в течение некоторого времени оставалась в главной горнолыжной команде Швейцарии и продолжала принимать участие в крупнейших международных соревнованиях. Так, в 1970 году она побывала на чемпионате мира в Валь-Гардене, откуда привезла награду золотого достоинства — в скоростном спуске обошла всех соперниц, в том числе таких титулованных горнолыжниц как Изабель Мир и Аннемари Мозер-Прёль. Эта победа также пошла в зачёт Кубка мира, поскольку мировое первенство являлось одним из этапов. Тем не менее, выиграть общий зачёт скоростного спуска в этом сезоне Црид не смогла, став лишь седьмой.
Несмотря на триумфальное выступление на чемпионате мира в Валь-Гардене, в возрасте 20 лет Аннерёсли Црид приняла решение завершить спортивную карьеру.